# Nowy Berestowiec
Nowy Berestowiec (ukr. Новий Берестовець, Nowyj Berestoweć) – wieś na Ukrainie, w obwodzie rówieńskim, w rejonie rówieńskim, w hromadzie Mała Lubasza. W 2001 liczyła 257 mieszkańców.
W okresie międzywojennym kolonia Nowy Berestowiec znajdowała się w granicach II RP, wchodząc w skład gminy Kostopol w powiecie kostopolskim, w województwie wołyńskim.